# Shōhei Imamura
Pour les articles homonymes, voir Imamura.
Shōhei Imamura (今村 昌平, Imamura Shōhei) est un cinéaste japonais né le 15 septembre 1926 à Tokyo au Japon et mort dans cette même ville le 30 mai 2006.
Associé à la Nouvelle vague japonaise au même titre que Nagisa Oshima et Kiju Yoshida, il est découvert en France au début des années 1960 avec La Femme insecte (Nippon konchuki, 1963). Son style se démarque des productions japonaises majoritaires. Baroque et provocante, son œuvre dénote une critique sociale radicale et se caractérise par des recherches plastiques et dramaturgiques singulières, mêlant fantaisie, symbolisme et documentaire. Elle épouse souvent le point de vue de marginaux ou du bas de la société et propose une quête esthétique et philosophique dans l'exploration de l'atrocité, de l'horreur historique et de la répugnance animale ou humaine.
Imamura a reçu deux Palmes d'or au Festival de Cannes : la première en 1983 pour La Ballade de Narayama et la seconde ex æquo en 1997 pour L'Anguille (Unagi).

## Biographie
Imamura est issu d'un milieu bourgeois. Son père, médecin, échappe à la mobilisation durant la guerre mais les deux frères du jeune Shōhei sont envoyés au front et l'aîné y perd la vie. Lui-même passe sa jeunesse au milieu des petits malfrats et des prostituées du quartier de Shinjuku, haut lieu du marché noir à Tōkyō durant l'occupation du pays par les troupes américaines de 1945 à 1952.
Il entreprend des études d'abord au Technical College de Tōkyō, puis à l'Université de Hokkaidō, section agriculture, qu'il quitte pour l'université Waseda où il étudie l'histoire pendant six ans. Il en sort diplômé en 1951.
Passionné par la mise en scène et le jeu d'acteurs, il s'occupe du club de théâtre de l'université. Il écrit quelques pièces et signe plusieurs mises en scène. Une projection de L'Ange ivre d'Akira Kurosawa le décide à faire du cinéma. Il réussit le concours d'entrée à la Shōchiku où il devient l'assistant de Yasujirō Ozu qui n'a guère d'influence sur lui, sinon négative : Imamura rejette le « style Ozu ». Dans le studio, il travaille également au côté de Masaki Nomura qui devient un de ses amis proches.
Quittant la Shōchiku pour la Nikkatsu il travaille comme scénariste pour Yūzō Kawashima, notamment sur la comédie satirique Chronique du soleil à la fin de l'ère Edo (Bakumatsu taiyo-den) en 1957.
Il réalise ses premiers films en 1958. Si Désirs volés (Nusumareta yokujo) et plus encore Désir inassouvi (Hateshinaki yokubo) annoncent le style et les thèmes de l'œuvre à venir, Devant la gare de Ginza (Nishi-Ginza ekimae) est un moyen métrage qu'il renie par la suite : en échange d'une plus grande liberté, la Nikkatsu lui impose en effet la réalisation de ce film, destiné à lancer la carrière cinématographique d'un chanteur à la mode. Cette expérience négative convainc Imamura de ne plus jamais accepter de films de commande.
Son premier long métrage important est Cochons et Cuirassés (Buta to gunkan) qu'il réalise en 1961 et sort en France sous le titre Filles et gangsters. Imamura y applique un principe qu'il explique dans une interview accordée aux Cahiers du cinéma en 1965 : « marier […] deux problèmes : la partie inférieure du corps humain et la partie inférieure de la structure sociale ». Cette œuvre le fait connaître à l'international et permet à la critique occidentale de s'intéresser à la nouvelle génération du cinéma japonais, occultée jusqu'alors par l'attention portée au trio Kurosawa-Mizoguchi-Ozu.
Le film décrit l'existence d'Haruko, interprétée par Jitsuko Yoshimura, une prostituée vivant avec un petit escroc aux abords d'une base américaine. Il trouve son point culminant dans une bataille rangée de gangsters au milieu de porcs échappés de camions. Imamura y amorce sa dénonciation de l'américanisation du Japon, thème récurrent dans son projet cinématographique. Il amorce également sa série de métaphores animales — les Japonais occidentalisés devenant de véritables « porcs humains » — qu'on retrouve dans La Femme insecte - Chroniques entomologiques du Japon (Nippon konchuki, 1963) et L'Anguille (Unagi, 1997). En plus d'affirmer son goût de l'entomologie, il y filme un tabou au Japon : le désir féminin brimé,. Par sa causticité mais également son réalisme cru et son refus de tout embellissement dramatique ou visuel, La Femme insecte vaut à son auteur l'attention de la critique internationale et un rapprochement avec Pier Paolo Pasolini.
Les thèmes centraux de ses précédentes productions réapparaissent dans Désir meurtrier (Akai Satsui, 1964), qui explore les profondeurs de l'inconscient d'une épouse violée et Le Pornographe - Introduction à l'anthropologie (Jinruigaku nyumon : Erogotshi yori, 1966), qui donne une image libératrice de la pornographie. Outre leur dimension fantaisiste et symbolique, ces films révèlent une part documentaire qui prend racine dans le fait divers et s'épanouit dans Évaporation de l'homme (Ningen johatsu, 1967), enquête sur les disparitions mystérieuses, fréquentes au Japon. Tout en continuant sa collaboration avec la Nikkatsu, le cinéaste crée sa société de production, Imamura Productions, en 1965.
Profonds désirs des dieux (Kamigami no fukaki yokubo, 1968) est un hymne aux civilisations des îles méridionales du Japon et une parabole sur les « méfaits de la civilisation » qui pollue la nature et le désir humain. L'échec commercial retentissant de ce film contraint Imamura à quitter la Nikkatsu.
Renouant avec la veine documentaire, il réalise Histoire du Japon racontée par une hôtesse de bar (Nippon sengoshi - Madamu Onboro no Seikatsu, 1970), qui est en réalité une « contre-histoire » du Japon, vu du bas de la société. C'est aussi un nouvel échec qui ruine Imamura et le force à se consacrer à des productions télévisuelles sur une dizaine d'années.
Il fait son retour au cinéma, en 1979, avec La vengeance est à moi (Fukushū suru wa ware ni ari), consacré à un tueur en série. Le film révèle un nouvel acteur, Ken Ogata, qu'on retrouve dans Pourquoi pas ? (Eijanaika, 1981) et surtout dans le remake de La Ballade de Narayama (Narayama bushi-ko, 1983). Cette adaptation quasi-naturaliste du best-seller de Shichirō Fukazawa, aux antipodes de celle réalisée en 1958 par Keisuke Kinoshita (qui qualifie la version d'Imamura de « pornographique »), obtient à la surprise générale la Palme d'or au Festival de Cannes 1983 alors que Furyo de Nagisa Ōshima est le favori des médias.
Ce succès inespéré impose Imamura comme un auteur mondialement célèbre et lui permet de réaliser avec la Toei Zegen, le seigneur des bordels (Zegen, 1987), et Pluie noire (Kuroi ame, 1989), adaptation d'une œuvre de Masuji Ibuse qui évoque, dans un noir et blanc stylisé et sur un ton à la fois épico-poétique et tragi-comique, les séquelles du bombardement atomique sur Hiroshima. Les deux films sont des échecs au Japon et Imamura doit attendre 1996 pour réaliser avec la Shōchiku L'Anguille (Unagi), fable sur la réinsertion sociale et la communication entre l'homme et l'animal dans laquelle il dirige Kōji Yakusho et Misa Shimizu. De manière tout aussi inattendue que pour son premier trophée cannois, il reçoit la Palme d'or pour ce film, partagée avec l'iranien Abbas Kiarostami pour Le Goût de la cerise. Ce nouvel honneur international lui permet d'entreprendre, à 70 ans, un sujet longtemps repoussé par manque d'argent : Kanzō-sensei (1998).
Suivent avant sa disparition le portrait poétique, surréaliste et parodique d'une femme fontaine aux pouvoirs miraculeux, De l'eau tiède sous un pont rouge (Akai hashi no shita no nurui mizu, 2001) avec de nouveau le couple Yakusho-Shimizu, et un court métrage : le segment japonais du film collectif 11'09"01.
Sa vie a très fortement influencé son œuvre. En effet le journal spécialisé japonais Screen lui consacre un article qui révèle certaines de ses conquêtes féminines et ses nombreuses liaisons avec des actrices de sa génération.

## Filmographie

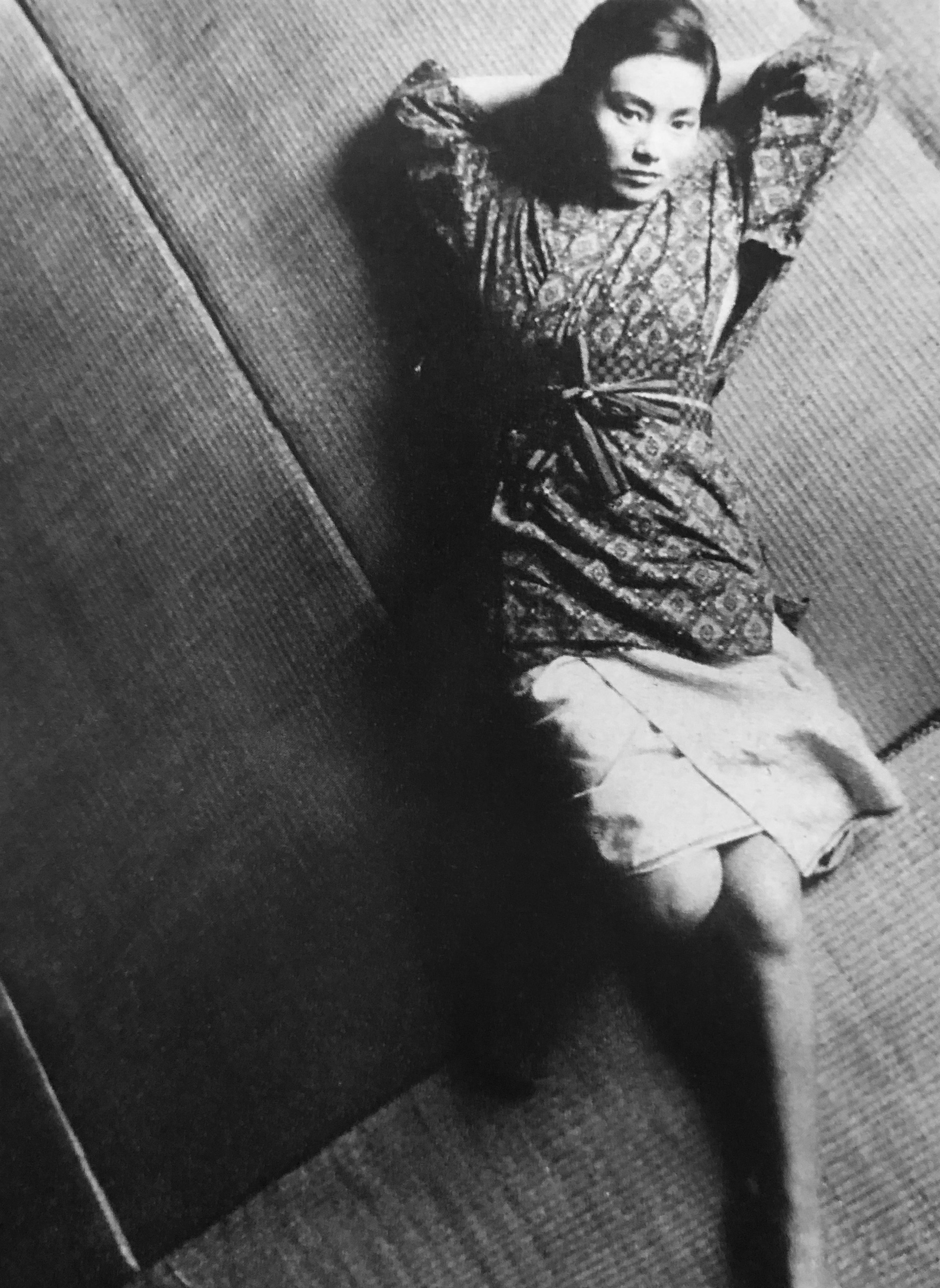
Sachiko Hidari dans La Femme insecte (1963).

### Comme réalisateur

#### Longs métrages
- 1958 : Désirs volés (盗まれた欲情, Nusumareta yokujō?)
- 1958 : Désir inassouvi (果しなき欲望, Hateshinaki yokubō?)
- 1959 : Mon deuxième frère (にあんちゃん, Nianchan?)
- 1961 : Cochons et Cuirassés (豚と軍艦, Buta to gunkan?)
- 1963 : La Femme insecte (にっぽん昆虫記, Nippon konchūki?)
- 1964 : Désir meurtrier (赤い殺意, Akai satsui?)
- 1966 : Le Pornographe (Introduction à l'anthropologie) (エロ事師たちより 人類学入門, Erogotachi yori: Jinruigaku nyūmon?)
- 1967 : L'Évaporation de l'homme (人間蒸発, Ningen jōhatsu?)
- 1968 : Profonds désirs des dieux (神々の深き欲望, Kamigami no fukaki yokubō?)
- 1970 : Histoire du Japon racontée par une hôtesse de bar (にっぽん戦後史 マダムおんぼろの生活, Nippon sengoshi: Madamu onboro no seikatsu?)
- 1979 : La vengeance est à moi (復讐するは我にあり, Fukushū suru wa ware ni ari?)
- 1981 : Pourquoi pas ? (ええじゃないか, Eijanaika?)
- 1983 : La Ballade de Narayama (楢山節考, Narayama bushikō?)
- 1987 : Zegen, le seigneur des bordels (女衒, Zegen?)
- 1989 : Pluie noire (黒い雨, Kuroi ame?)
- 1997 : L'Anguille (うなぎ, Unagi?)
- 1998 : Dr. Akagi (カンゾー先生, Kanzō-sensei?)
- 2001 : De l'eau tiède sous un pont rouge (赤い橋の下のぬるい水, Akai hashi no shita no nurui mizu?)

#### Courts métrages
- 1958 : Devant la gare de Ginza (西銀座駅前?, Nishi Ginza ekimae)
- 2002 : 11'09"01 - September 11 (court-métrage film collectif)

#### Documentaires (TV)
- 1971 : En suivant ces soldats qui ne sont pas revenus, 1 - La Malaisie, 2 - La Thaïlande (未帰還兵を追って, Mikikanhei o otte?)
- 1972 : Les Pirates de Bubuan (ブブアンの海賊, Bubuan no kaizoku?)[6]
- 1973 : La brute revient au pays natal (無法松故郷に帰, Muhomatsu koyo ni kaeru?)[7]
- 1975 : Ces dames qui vont au loin (からゆきさん, Karayuki-san?)[8]
- 1975 : À la recherche des soldats perdus III (続未帰還兵を追って, Zoku mikikanhei o otte?)

### Comme scénariste
- 1957 : Chronique du soleil à la fin de l'ère Edo (幕末太陽伝, Bakumatsu taiyōden?) de Yūzō Kawashima
- 1962 : La Ville des coupoles (キューポラがある街, Kyupora no aru machi?) de Kirio Urayama
- 1968 : Higashi Shinakai (東シナ海?) de Tadahiki Isomi

## Récompenses
- 1983 : Palme d'or au Festival de Cannes pour La Ballade de Narayama
- 1997 : Palme d'or au Festival de Cannes pour L'Anguille
- 2006 : Prix spécial du conseil d’administration décerné à Shōhei Imamura pour l'ensemble de son œuvre au Festival du cinéma japonais contemporain Kinotayo[9]

## Postérité
La Cinémathèque française consacre au cinéaste une vaste rétrospective de 19 films et 6 courts métrages et documentaires du 6 avril au 7 mai 2022.

### Vidéographie
- Shôhei Imamura, Le Libre penseur, de Paulo Rocha, collection Cinéma, de notre temps, 1995 (documentaire)